# Staatsorchester Stuttgart
Das Württembergische Staatsorchester Stuttgart (auch Württembergisches Staatsorchester oder Orchester der Württembergischen Staatstheater) ist ein Sinfonieorchester in Stuttgart und wirkt sowohl als Opernorchester des Staatstheaters Stuttgart als auch im Rahmen von Konzerten.

## Geschichte
Das Orchester geht auf die Württembergische Hofkapelle in Stuttgart zurück und feierte im Jahr 2018 sein 425-jähriges Bestehen.
Das Orchester versieht den Orchesterdienst in der Oper Stuttgart und gibt außerdem regelmäßig Konzerte in der Stuttgarter Liederhalle.
Unter den bisherigen Generalmusikdirektoren befand sich eine Reihe bedeutender Dirigenten. Im Jahre 2002 wurde das Württembergische Staatsorchester erstmals mit dem Titel Orchester des Jahres aufgrund einer Kritikerumfrage der Zeitschrift Opernwelt ausgezeichnet.
Es liegen zahlreiche Tonaufnahmen mit dem Orchester vor.

## Leitung

### Generalmusikdirektoren
Zeit des Hofopernorchesters:
- Vorgänger siehe in der Liste der Stuttgarter Hofkapellmeister
- 1908–1918 Max von Schillings

Ab 1919 bis 1933: Landesmusikdirektoren des Landestheaterorchesters
 (Generalmusikdirektoren)
- 1919–1922 Fritz Busch
- 1922–1937 Carl Leonhardt
- 1937–1944 Herbert Albert
- 1944–1945 Philipp Wüst (letztes Konzert am 3. Juli 1944)
- 1946–???? Bertil Wetzelsberger
- 1947–1969 Ferdinand Leitner
- 1970–1972 Václav Neumann
- 1972–1980 Silvio Varviso
- 1980–1987 Dennis Russell Davies
- 1987–1991 Luis Antonio García Navarro
- 1992–1997 Gabriele Ferro
- 1997–2006 Lothar Zagrosek
- 2007–2011 Manfred Honeck
- 2012–2018 Sylvain Cambreling
- seit 2018 Cornelius Meister[3]

### Kapellmeister (Auswahl)
- Carlos Kleiber, 1966–1972 Erster Kapellmeister
- János Kulka
- Philippe Auguin, 1991–1994 Erster Kapellmeister

### Gastdirigenten (Auswahl)
- Karl Dammer
- Georg Solti
- Carlo Maria Giulini
- Riccardo Chailly